# 7000 dana u Sibiru
7000 dana u Sibiru je autobiografski roman hrvatskog književnika austrijskog podrijetla Karla Štajnera, jednog od malobrojnih komunista koji se uspio vratiti u domovinu nakon zatočeništva u SSSR-u.

## Povijest
Knjiga je objavljena 1971. godine u Zagrebu. Kroz godine je doživjela dvadeset i četiri izdanja i prijevode na strane jezike (njemački, engleski, francuski, češki, esperanto i kineski). Godine 1972. knjiga je dobila nagradu Ivan Goran Kovačić za najbolju knjigu godine. Dostupna je i u elektroničkom obliku.

## Sadržaj
Štajner je u mladosti je bio uvjereni komunist, član KP Austrije, i utočište je našao u Jugoslaviji. Ušao je u SSSR 1932. godine uvjeren da ulazi u socijalistički raj, zemlju svojih snova. Godine 1936. uhićen je u svojem stanu u Moskvi. Bilo je to vrijeme Staljinove Velike čistke. U montiranom procesu osumnjičen je da je agent Gestapoa zbog toga što je Austrijanac. Premda nevin, osuđen je na deset godina zatvora. Kazna je preinačena na dvadeset godina zatvora i rada u gulagu.
U knjizi je potanko opisao bijedu, jad i krajnju okrutnost života u sovjetskim logorima, iskorištavanje zatvorenika za najteže fizičke poslove, torture i poniženja te neljudske uvjete zbog kojih su mnogi umrli. Opisuje također svoje razgovore s ostalim zatočenicima tijekom kojih su mu otkrili razloge zbog kojih su završili u logoru. Dok je trpio patnje, u sebi je nosio stalno misao da treba preživjeti i cijelom svijetu ispripovijedati kakve su strahote prepatili. Štajner je robijao na nekoliko mjesta: Solovjecki otoci, Noriljsk, Novostrojka, Nadežda, Irkutsk, Bratsk, Ust-Kem, Jenisejsk i Maklakov u prostranstvima Sibira.
Autor također iznosi činjenice o suradnji staljinističkog režima s nacistima, kojima su bili izručeni njemački komunisti koji su utočište bili pronašli u SSSR-u. U romanu imena nisu izmišljena, osim osoba za koje je to učinio da ih ne dovede u opasnost.
Opisuje kako je strahote izdržao zahvaljujući svojoj supruzi Sonji koja ga je sve to vrijeme vjerno čekala. Uvjeti za slobodu dogodili su se nakon Staljinove smrti, nakon koje je slijedila destaljinizacija. Pustili su ga na slobodu, oslobodili optužaba i 1956. godine vratio se u Zagreb.